# Oxycheilinus lineatus
Oxycheilinus lineatus là một loài cá biển thuộc chi Oxycheilinus trong họ Cá bàng chài. Loài này được mô tả lần đầu tiên vào năm 2003.

## Từ nguyên
Từ định danh lineatus trong tiếng Latinh có nghĩa là "có các đường sọc", hàm ý đề cập đến các dải sọc đặc trưng trên cơ thể của loài cá này.

## Phạm vi phân bố và môi trường sống
O. lineatus có phạm vi phân bố ở Nam Thái Bình Dương. Loài này ban đầu được ghi nhận tại đảo Rarotonga (quần đảo Cook), Tahiti và Henderson (quần đảo Pitcairn), và thông qua những bức ảnh chụp tại quần đảo Australes, sau đó được phát hiện thêm tại quần đảo Société và Tonga.
O. lineatus được thu thập gần các rạn san hô ở vùng nước có độ sâu trong khoảng từ 49 đến 85 m.

## Mô tả
O. lineatus có chiều dài cơ thể tối đa được ghi nhận là 16 cm. Cơ thể có các dải sọc ngang đặc trưng màu nâu tía sẫm, cách nhau mởi các khoảng màu trắng hồng (thân trên) và trắng xanh lam (thân dưới). Đầu có màu xám phớt tím với các vệt màu nâu tía bao quanh ở phía sau mắt (ngoại trừ phía trước), đứt đoạn thành các vạch đốm nhỏ ở phần dưới của đầu. Mõm có nhiều chấm màu nâu vàng. Vây ngực trong suốt với các tia vây màu vàng nhạt; các vây còn lại có màu nâu.
Số gai ở vây lưng: 9; Số tia vây ở vây lưng: 10; Số gai ở vây hậu môn: 3; Số tia vây ở vây hậu môn: 8; Số tia vây ở vây ngực: 13; Số gai ở vây bụng: 1; Số tia vây ở vây bụng: 5.

## Sinh thái
Thức ăn của O. lineatus là các loài động vật giáp xác và cá nhỏ.

### Trích dẫn
- J. E. Randall; M. W. Westneat; M. F. Gomon (2003). “Two new labrid fishes of the genus Oxycheilinus from the South Pacific” (PDF). Pacific Science. 54 (20): 361–370.